# Alois Reinitzer
Alois Reinitzer, in Frankreich häufig Aloïs Reinitzer geschrieben, (* 20. Februar 1865 in Prag; † 1917 in Graz) war ein österreich-ungarischer Bildhauer und Ziseleur.
Er kann verwechselt werden mit dem Prager Verleger Alois Reinitzer (Verlage: Schönfelder & Reinitzer, ab 1863 A. Reinitzer, ab 1869 Reinitzer & Popitz, ab 1870 Reinitzer & Co.).

## Leben
Er war Bruder des Chemikers Benjamin Reinitzer (1855–1928) und des Biologen und Chemikers Friedrich Reinitzer (1857–1927).
Reinitzer besuchte eine deutschsprachige Oberrealschule in Prag.
Danach zog er 1883 nach Wien, um dort Kurse an der Akademie der bildenden Künste bei Edmund von Hellmer zu belegen.
Zwei Jahre später zog er zurück nach Prag, um dort an der neu gegründeten Kunstgewerbeschule zu lernen.
Von 1885 bis 1888 absolvierte er das dreijährige Grundstudium mit Schwerpunkt Figur- und Ornament-Modellierung.
Danach folgte von 1888 bis 1890 das fachspezifische Studium über Plastiken mit Schwerpunkt figürliche Darstellung bei Josef Václav Myslbek.
Von 1889 bis 1890 war er parallel dazu einjähriger Hospitant im Spezialstudium zum Thema künstlerisch-industrielle Metallverarbeitung.
In den Jahren 1890 und 1891 arbeitete er in München.
Von 1891 bis 1895 arbeitete er in Berlin im gleichen Haus wie Heinrich Günther-Gera und erschuf dekorative Elemente für den Reichstag.
Danach zog er nach Paris und lernte an der Académie Julian in Paris unter Denys Puech.
Bis 1915 blieb er der Stadt treu.
Seinen Durchbruch in Paris schaffte Reinitzer 1896 mit einer filigranen Statue auf dem Salon des Champs-Élysées, veranstaltet von der Société des Artistes Français, später zur besseren Unterscheidung Salon des Artistes Français genannt.
Im Jahr 1899 beantragte er eine eigene Erzeugerpunze für Schmuck aus Edelmetall, denn er stellte Silberschmuck im Kundenauftrag her.
Er bekam eine Punze mit dem Kürzel ER für den Namen Eloi Reinitzer, die unbenutzt zurückgegeben wurde.
Der Kunstverein für Böhmen sah die Statue Egyptischer Harfenspieler als kunstgewerbliche Arbeit und ihn als Deutschböhmen an.
Reinitzer nahm an der Pariser Exposition universelle de 1900 als Künstler für Österreich teil.
In seiner Kategorie Sculpture et Gravure en Médailles et sur Pierres fines, auf Deutsch: Skulpturen und Gravuren auf Medaillen und auf flachen Steinen, bekam er zusammen mit 150 anderen Künstlern aus aller Welt eine Médaille de Bronze verliehen, die höchste Auszeichnung in der Kategorie.
Er schuf Statuen für die Wohnungsausstattung und künstlerische Objekte für Repräsentation und den täglichen Gebrauch.
Beispielsweise Schreibtischutensilien im Jugendstil.
Daneben fertigte er fein ziselierte Porträts auf zeitgenössischen Schmuckstücken und Schmuck.
Reinitzer arbeitete seit 1909 für La Maison Arnould in Paris, das unter der Linie Arnould Editeur aufwendige Accessoires und Objekte von Hutnadeln bis Blumentopf im Jugendstil vertrieb.
Im Dezember 1915 wurde sein Eigentum in Paris unter treuhändische Verwaltung genommen, wie auch das Eigentum anderer Betriebsleiter und Firmenbesitzer deutscher, österreichischer oder ungarischer Nationalität, die Frankreich verließen.

## Werke (Auswahl)
- Mauresque jouant des castagnettes. deutsch: Maurin spielt Kastagnetten[2]
- Veilleur de Nuit (XIVe siècle). deutsch: Nachtwächter (14. Jahrhundert)[2]
- Falstaff[2]
- Porträt seiner Mutter[2]
- Peintre Christiansen. deutsch: Maler Christiansen[2]

## Ausstellungen (Auswahl)
- 1891: München, Objekt: Lanceur de Pierres[2]
- 1892: Dresden, Objekt: St. Oswald, König der Angelsachsen[2]
- 1895: Wien, Objekt: St. Oswald, König der Angelsachsen (Gipsstatue)[2][18]
- 1896: Salon des Champs-Élysées/Salon des Artistes Français. Objekt: Joueur de harpe (deutsch: Harfenspieler; Gipsstatue)[2]
- 1897: Salon des Artistes Français. Objekte: Portrait de M. Schurmann (Bronzebüste), Harpiste Égyptien (Gipsstatue)[2]
- 1898: Salon des Artistes Français. Objekt: Saint Oswald, roi des Anglo-Saxons (deutsch: Heiliger Oswald, König des angelsächsischen Königreiches Northumbria; Gipsstatue)[2]
- 1899: Salon des Artistes Français. Objekte: Plat en Faience à reflets métalliques, Encrier en grès flambé[2]
- 1899: Grosse Berliner Kunstausstellung 1899, Objekt: Egyptischer Harfenspieler (Bronze)[19][12]
- 1899: 60. Jahres-Ausstellung des Kunstvereins für Böhmen (im Rudolfinum, Prag), Objekte: Schmucksachen in Silber[15][20]
- 1900: Exposition Universelle de 1900 – L'exposition décennale des Beaux-Arts, Objekte: Jouer de harpe égyptien, Objets d'art (Eine Anzahl étains in nachgeahmten französischen Stil – kleine nackte Figuren an oder auf zahlreichen kleinen Objekten für den Hausgebrauch[21])[22]
- 1900: Exposition Universelle de 1900, Objekte: Mlle H. P[ ... ] (Porträt), Mlle M. T[ ... ] (Porträt)[2]
- 1901: Salon des Artistes Français.[23]